# 스티그 블롬크비스트

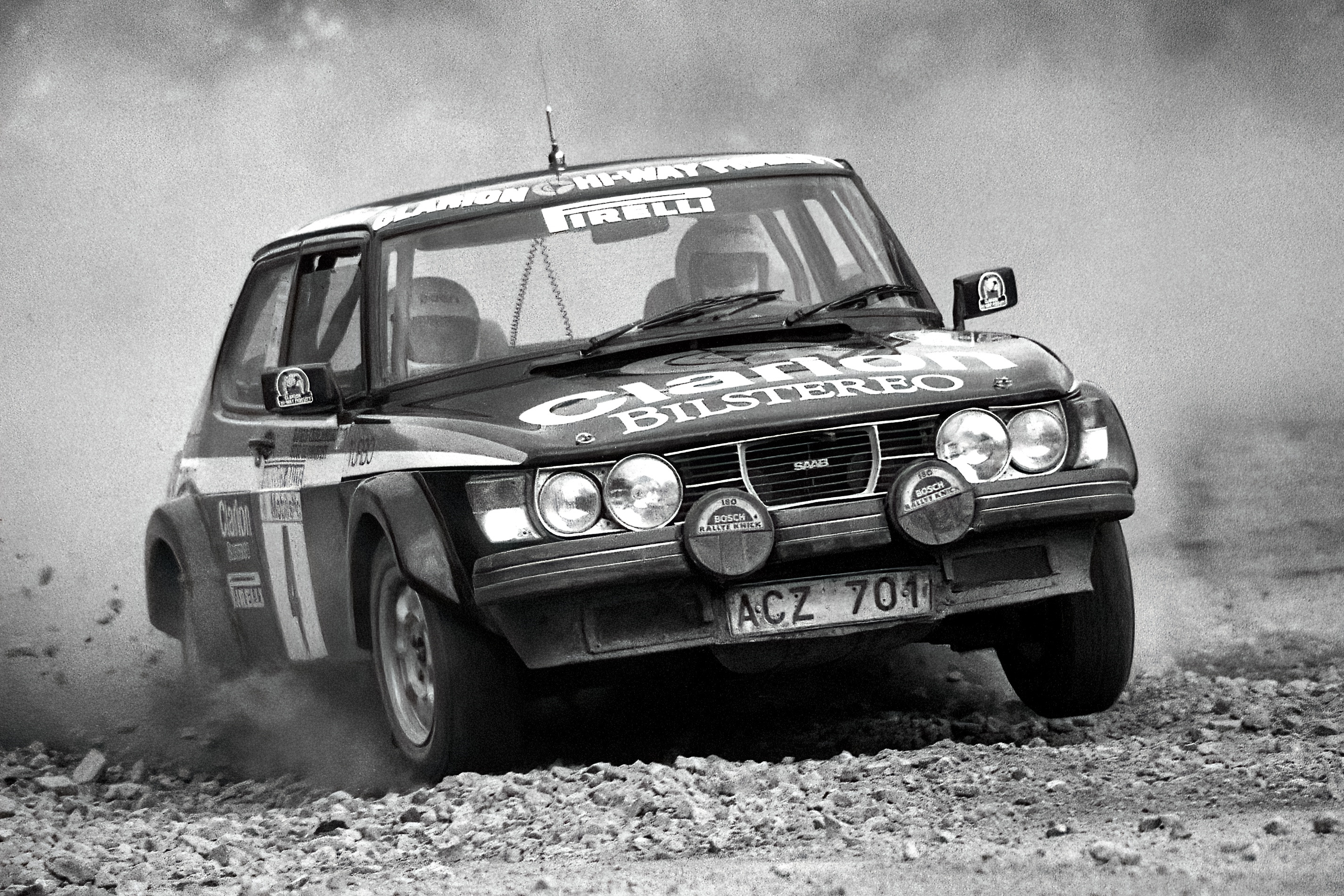
1980년의 스티그 블롬크비스트

스티그 블롬크비스트(Stig Blomqvist, 1946년 7월 29일 ~ )는 스웨덴의 랠리 드라이버다. 1973년에 '스웨덴 랠리'부터 자동차 경주를 시작했고, 2006년에 활동을 마쳤다.